# 69421 Keizosaji
69421 Keizosaji è un asteroide della fascia principale. Scoperto nel 1995, presenta un'orbita caratterizzata da un semiasse maggiore pari a 2,5809291 UA e da un'eccentricità di 0,2833484, inclinata di 5,28304° rispetto all'eclittica.